# Cratere Oyama
Oyama  è un cratere sulla superficie di Marte.